# Zagwe-dynastiet
Zagwe-dynastiet var et historisk kongedømme i nuværende Etiopien. Det eksisterede cirka fra 900-tallet til 1270.
 Der er for få eller ingen kildehenvisninger i denne artikel, hvilket er et problem. Du kan hjælpe ved at angive troværdige kilder til de påstande, som fremføres i artiklen.

| Historie | Spire Denne historieartikel er en spire som bør udbygges. Du er velkommen til at hjælpe Wikipedia ved at udvide den. |